# Idaea celtima
Idaea celtima là một loài bướm đêm trong họ Geometridae.